# Ridön, Södermanland

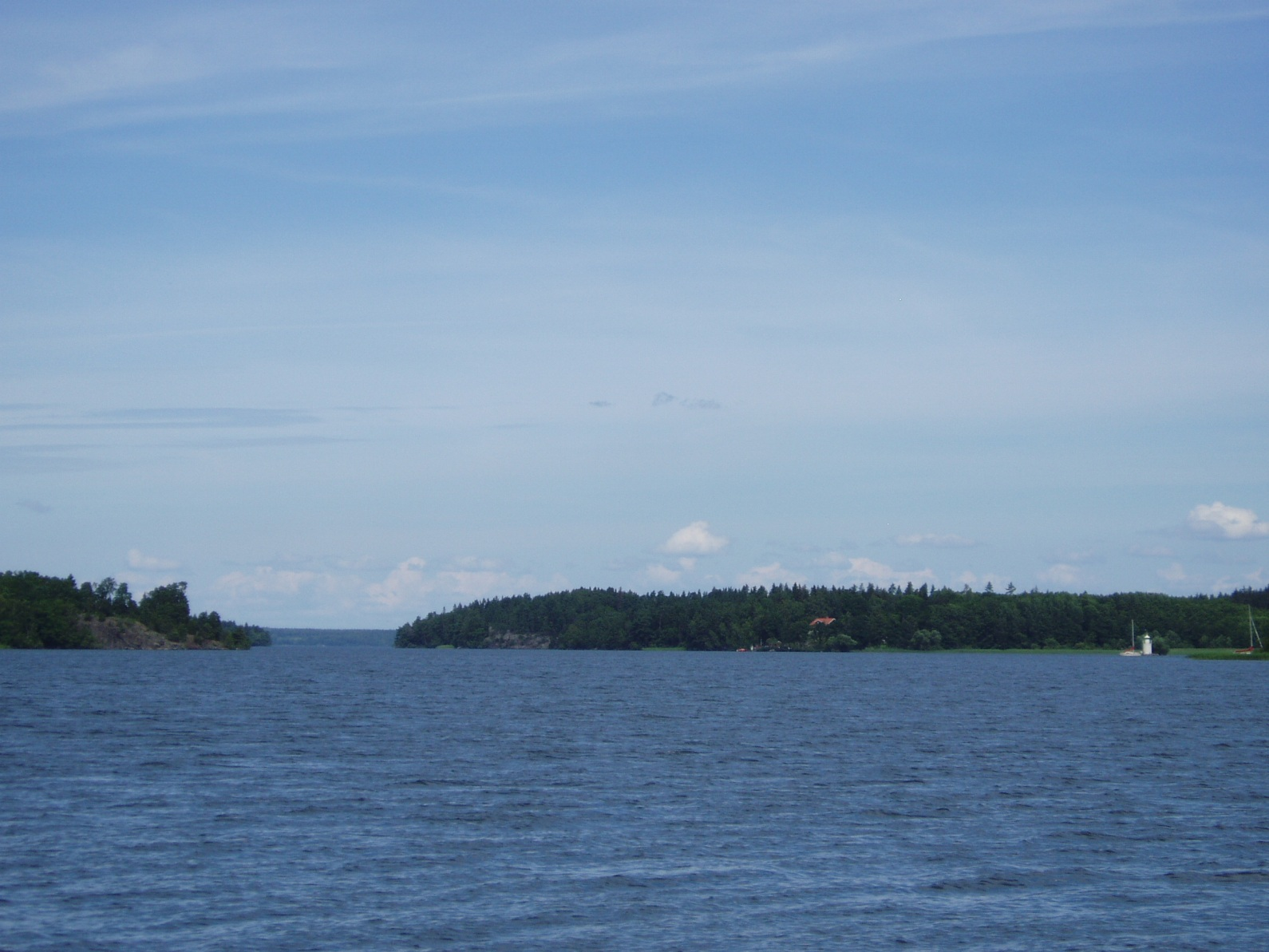
Ridön i bildens mitt. Till vänster syns en udde av Enhörnalandet, till höger fyren på Ridö Pilskär.

Ridön är en ö i Prästfjärden i Mälaren norr om Enhörnalandet i Överenhörna socken i Södertälje kommun i Södermanland, Stockholms län. 
Ön omfattar omkring 390 hektar och är sex kilometer lång i öst-västlig riktning, men bara 500–1 000 meter bred. 
På Ridön finns ett äldre krutmagasin. År 1604 anlade Karl IX ett av Sveriges första glasbruk på ön. På Ridö Pilskär i Ridösundet söder om ön finns en växelfyr.